# Верхняя Золотица
Верхняя Золотица — деревня в Приморском районе Архангельской области. Входит в состав Талажского сельского поселения.

## География
Верхняя Золотица расположена в 122 км севернее Архангельска на реке Зимняя Золотица, впадающей в Белое море на Зимнем берегу, где находится деревня Нижняя Золотица.

## История
Верхняя Золотица — поморская деревня, но современные жители считают себя потомками новгородцев, которые, возможно, бежали сюда во время перемены веры. Поселение на Зимней Золотице было основано чудью заволочской. Недалеко от деревни найдено месторождение алмазов.
В деревне кораблестроителями северодвинского Центра судоремонта «Звёздочка» установлен памятник односельчанам, погибшим и пропавшим во время Великой Отечественной войны.
С 2004 по 2015 год Верхняя Золотица была административным центром сельского поселения МО «Зимне-Золотицкое».
Законом Архангельской области от 28 мая 2015 года № 289-17-ОЗ, были объединены муниципальные образования «Талажское», «Зимне-Золотицкое», «Патракеевское» и «Повракульское». Верхняя Золотица вошла в состав МО «Талажское».

## Население
| 2002 | 2009 | 2010 | 2012 |
| ---- | ---- | ---- | ---- |
| 212  | ↗214 | ↘139 | ↗148 |

В 2002 году в Верхней Золотице было 211 человек (поморы — 93 %).

### Карты
- Топографическая карта Q-37-23_24.
- Верхняя Золотица. Публичная кадастровая карта